# Пози, Паоло
Паоло Пози (итал. Paolo Posi; 1708, Сиена, Тоскана, Италия — 3 января 1776, Рим, Папская область) — итальянский архитектор позднего барокко и раннего неоклассицизма. Работал в Риме, Нарни, Сиене, Неаполе и Витербо.

## Биография
Паоло Пози родился в 1708 году в городе Сиена в семье плотника, изучал основы математики и гражданской архитектуры в своём родном городе, затем, во второй половине 1720-х годов, переехал в Рим, учился в мастерской Филиппо Бариджони, «архитектора Апостольских дворцов». Известно также, что в 1728 году Паоло Пози выиграл первый приз во втором классе архитектурного конкурса Академии Святого Луки.
Между 1736 и 1738 годами Пози находился в Аверсе, где вместе с Бариджони и Пьетро Браччи работал над памятником кардиналу Иннико Караччиоло в капелле Святых Таинств собора Сан-Паоло. В 1741 году он трудился в церкви Санта-Мария-дель-Орационе-э-Морте в Риме. Между 1743 и 1750 годами в Риме он руководил строительством нового хора и главного алтаря церкви Санта-Мария-дель-Анима.
В 1734—1742 годах он участвовал в восстановлении Неаполитанского собора после землетрясения 1732 года. С 1751 года он был семейным архитектором семьи Колонна. Устраивал представления и оформления торжеств, проводившихся в семейной церкви Санти-Апостоли.
Паоло Пози проектировал мавзолеи для кардинала Джузеппе Ренато Империали в церкви Сант-Агостино в Риме, для кардинала Карафа в Сант-Андреа-делле-Фратте (1759) и для принцессы Марии Фламинии Киджи-Одескальки (1771) в церкви Санта-Мария-дель-Пополо. Пози украсил главный алтарь церкви Санта-Мария-дель-Анима в Риме.
В 1751—1757 годах Пози работал для знаменитого коллекционера Филиппо Фарсетти. К периоду 1758—1762 годов относится проект виллы Фарсетти в Санта-Мария-ди-Сала, недалеко от Падуи, строительные работы начались в 1758 году.
Пози был архитектором базилики Святого Петра и рыцарем Ордена Золотой шпоры. На протяжении всей своей карьеры он «сохранял красочный сценографический вкус наследия барокко, хотя его последние работы относятся к эпохе, когда неоклассицизм уже был доминирующим стилем».
Паоло Пози умер 3 января 1776 года в Риме и был похоронен по его завещанию в римской церкви Сант-Алессио. Его ученик Джузеппе Палацци установил мемориальную доску в римской церкви Святой Екатерины Сиенской (Chiesa di Santa Caterina da Siena).
Кроме Палацци учениками Паоло Пози были Джакомо Кваренги и Джузеппе Пьермарини.

## Основные постройки
- Оформление апсиды Собора в Неаполе (Decorazione dell’abside del Duomo di Napoli, 1734—1742)
- Оформление апсиды Собора в Беневенто (Decorazione dell’abside del Duomo di Benevento, 1741)
- Капелла Св. Михаила в римской церкви Санта-Мария-дель-Орационе-э-Морте (Cappella di San Michele a Santa Maria dell’Orazione e Morte, 1741—1751)
- Оформление апсиды церкви Санта-Мария-дель-Анима в Риме (Decorazione dell’abside di Santa Maria dell’Anima, 1750)
- Алтарь Непорочного зачатия церкви святых Амброджио и Карло на Корсо в Риме (Altare dell’Immacolata Concezione nella chiesa dei Santi Ambrogio e Carlo al Corso, 1750)
- Надгробие кардинала кардинала Карафа в церкви Сант-Андреа-делле-Фратте (Sepolcro del cardinale Pier Luigi Carafa a Sant’Andrea delle Fratte, 1759)
- Дворовый фасад и некоторые интерьеры Палаццо Колонна в Риме (Facciata sul cortile di Palazzo Colonna e altri lavori interni, 1755—1761)
- Реставрационные работы в Римском Пантеоне (Restauri all’interno del Pantheon, 1756)
- Вестибюль Музея реликвий Ватикана (Vestibolo del Museo Sacro nei Musei Vaticani, 1756)
- Проект галереи Палаццо Фарсетти в Венеции (Progetto per la galleria di Palazzo Farsetti a Venezia, 1758)
- Проект виллы Фарсетти в Санта-Мария-ди-Сала (Progetto di Villa Farsetti a Santa Maria di Sala, 1758—1762)
- Палаццо Сергарди в Сиене (Palazzo Sergardi a Siena, 1765)
- Кампанила церкви Св. Франциска в Сиене (Campanile della chiesa di San Francesco a Siena, 1765)
- Церковь Св. Екатерины Сиенской на Виа Джулия в Риме (Chiesa di Santa Caterina dei Senesi a via Giulia a Roma, 1766—1768)
- Работы в Палаццо Корсини в Риме (Lavori a Palazzo Corsini a Roma, 1766—1769)
- Гробница Марии Фламинии Киджи-Одескальки в церкви Санта-Мария-дель-Пополо (Sepolcro di Maria Flaminia Chigi-Odescalchi nella basilica di Santa Maria del Popolo a Roma, 1771)

## Галерея

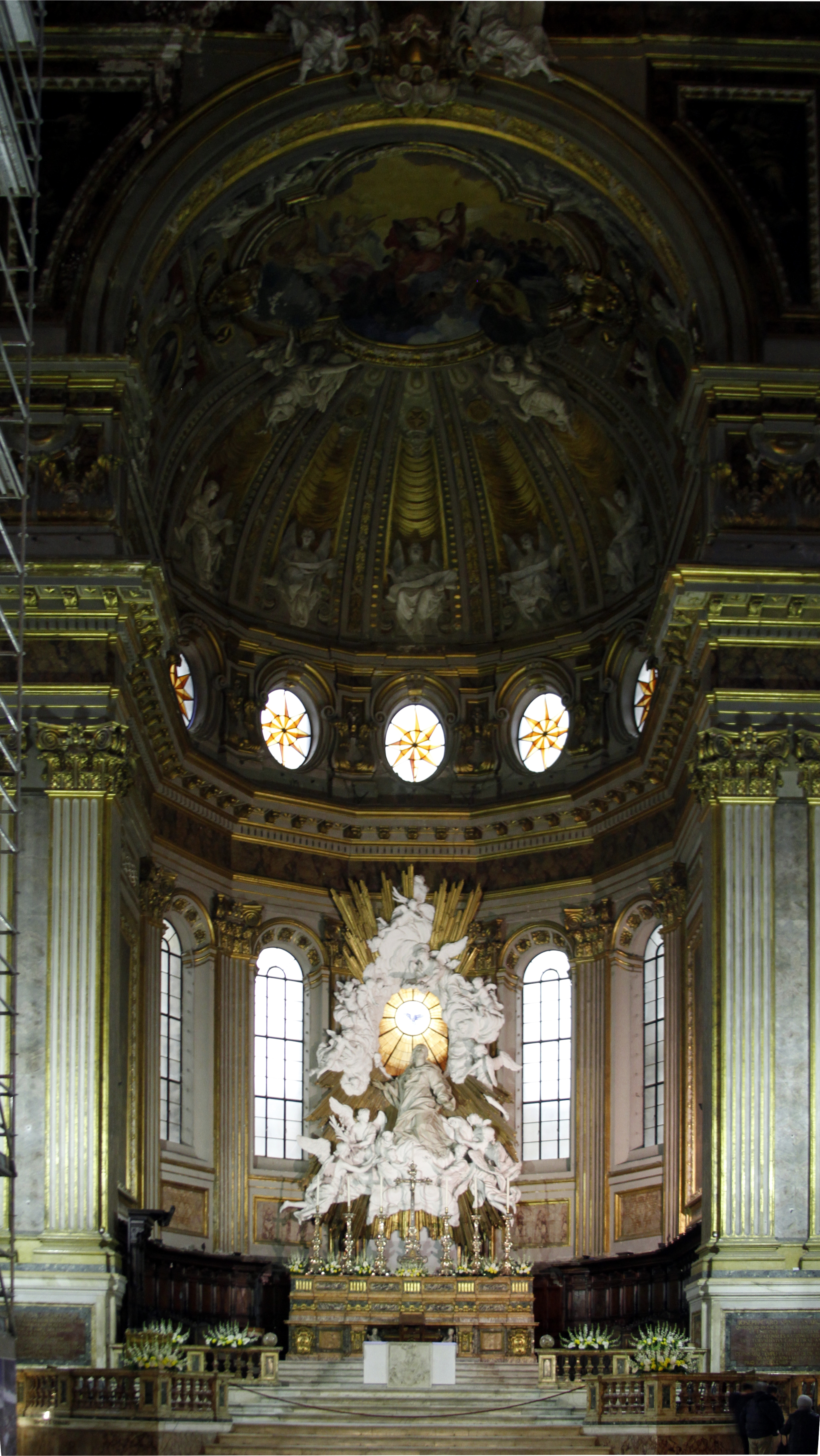
Апсида и главный алтарь Собора в Неаполе
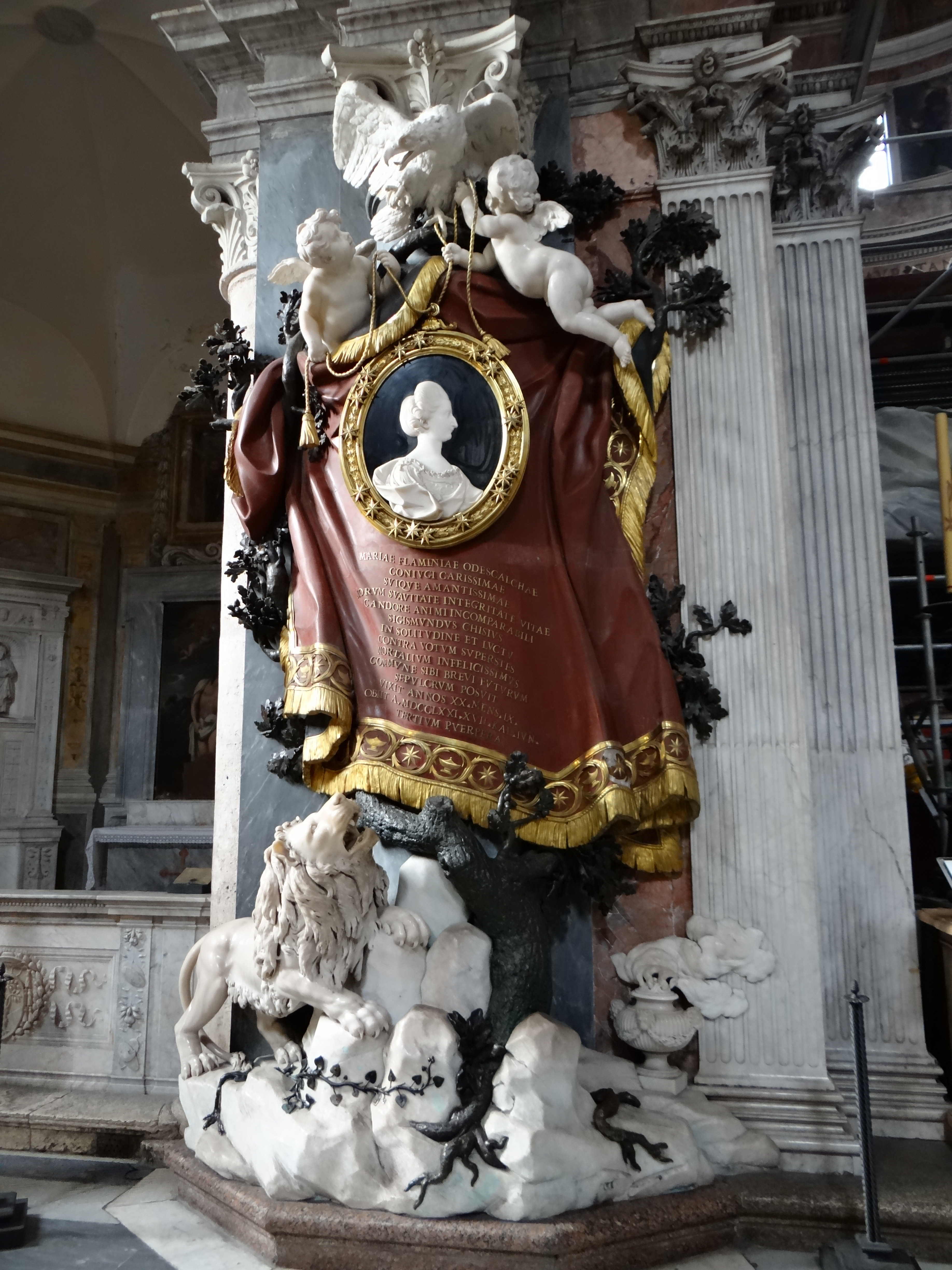
Надгробие Марии Фламинии Киджи-Одескальки в церкви Санта-Мария-дель-Пополо. Рим. 1771
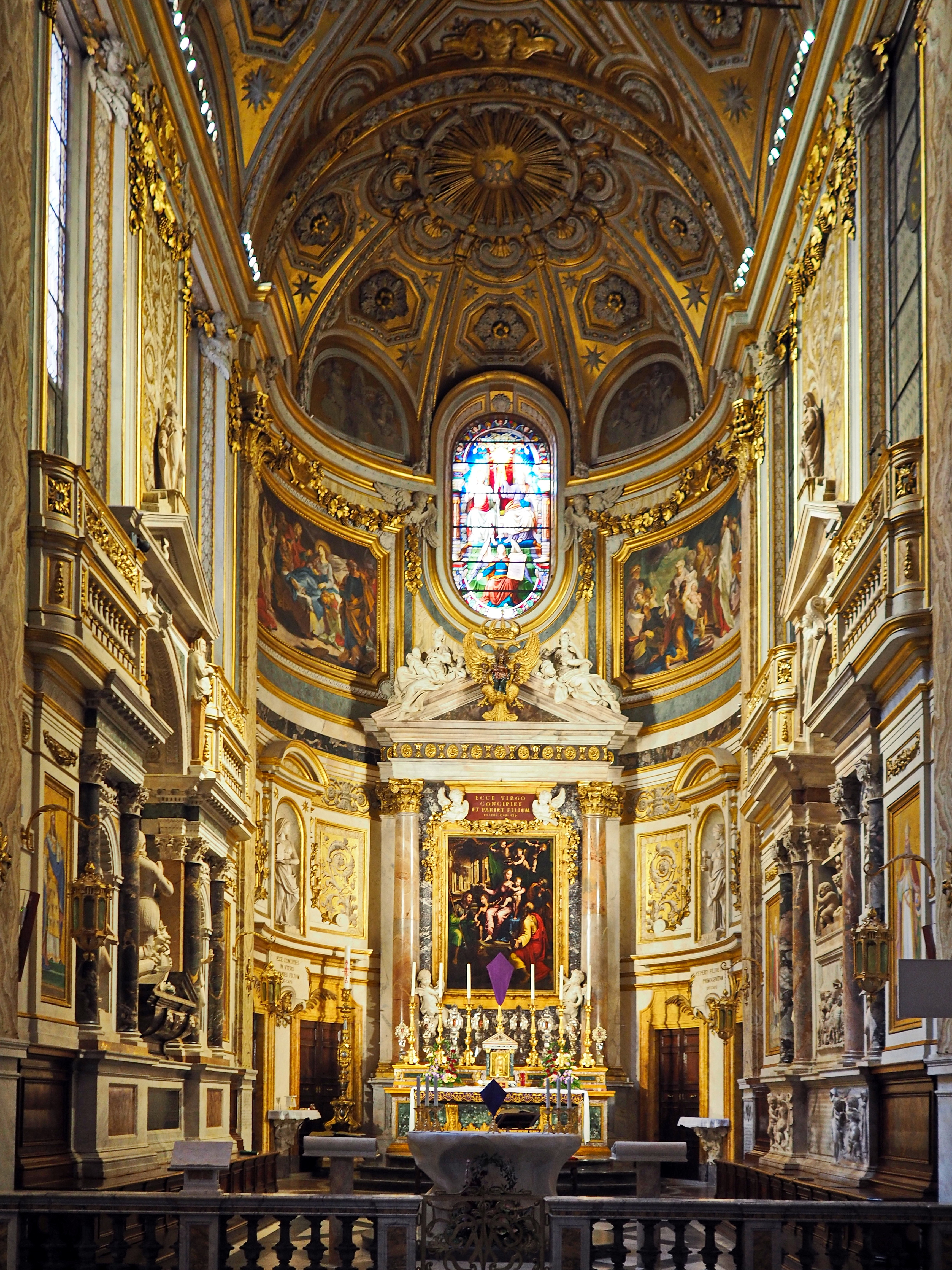
Хор церкви Санта-Мария-дель-Анима в Риме. 1750
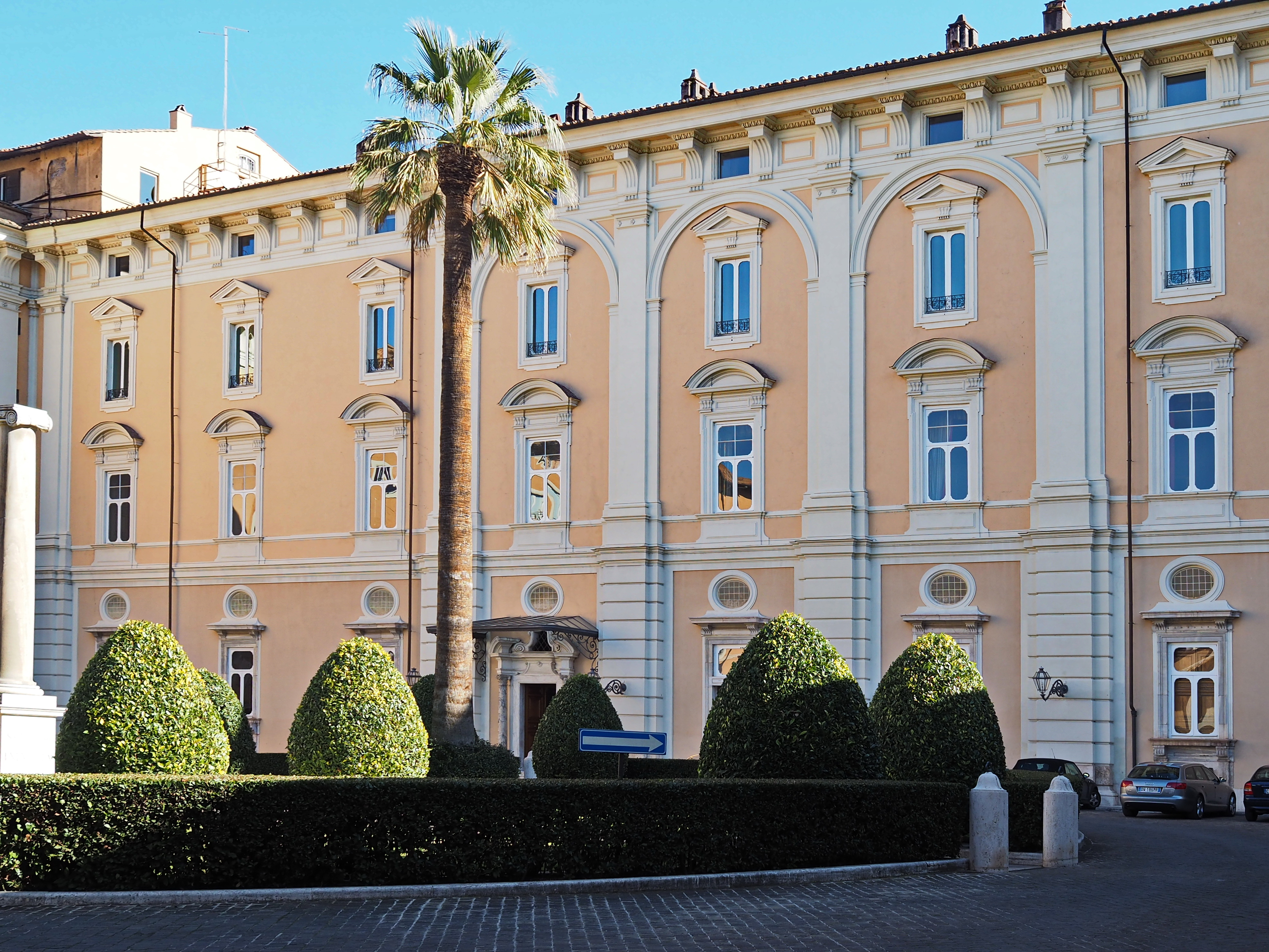
Дворовый фасад Палаццо Колонна в Риме. 1755—1761
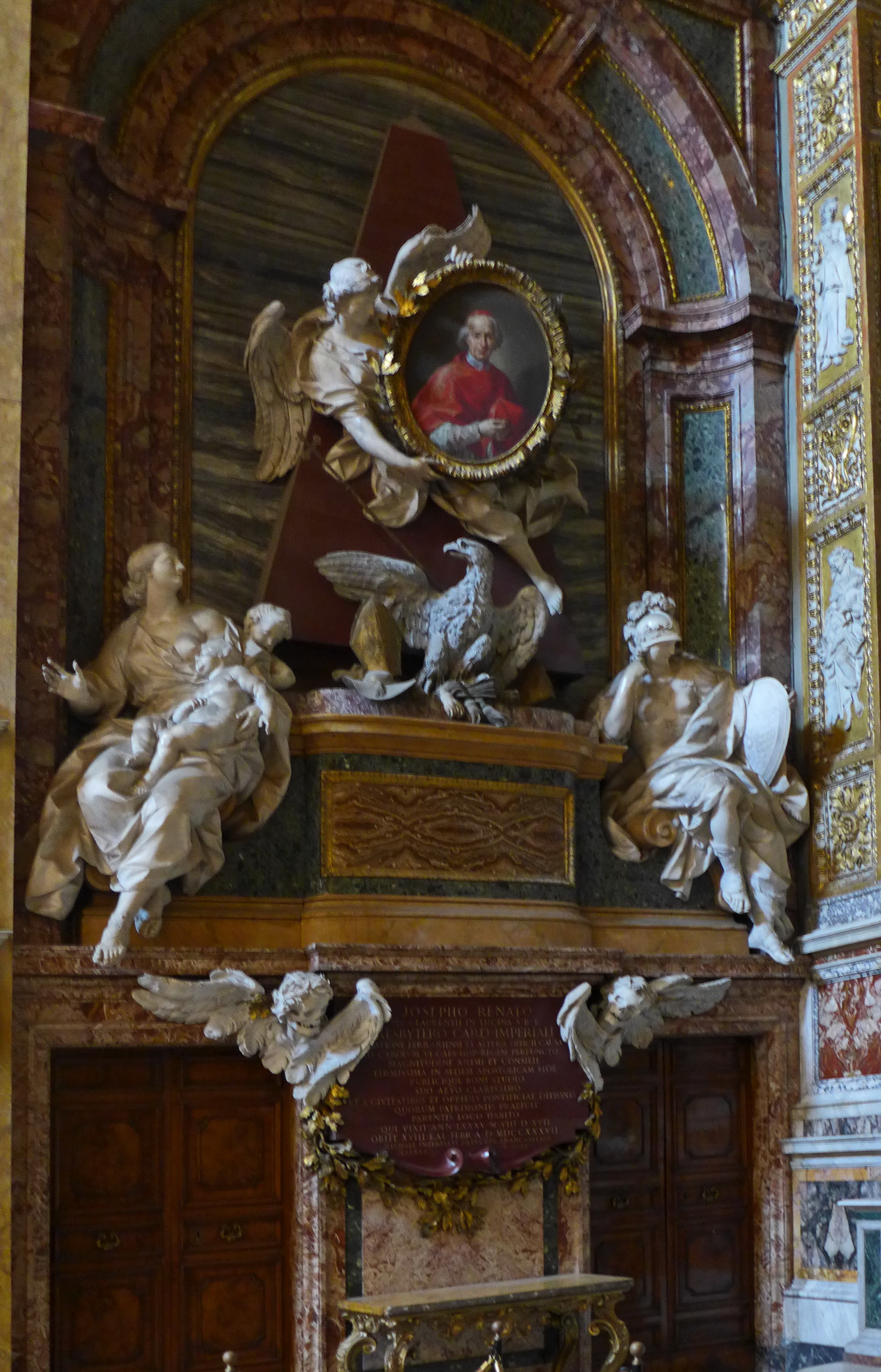
Надгробие кардинала Джузеппе Ренато Империали в церкви Сант-Агостино. 1759
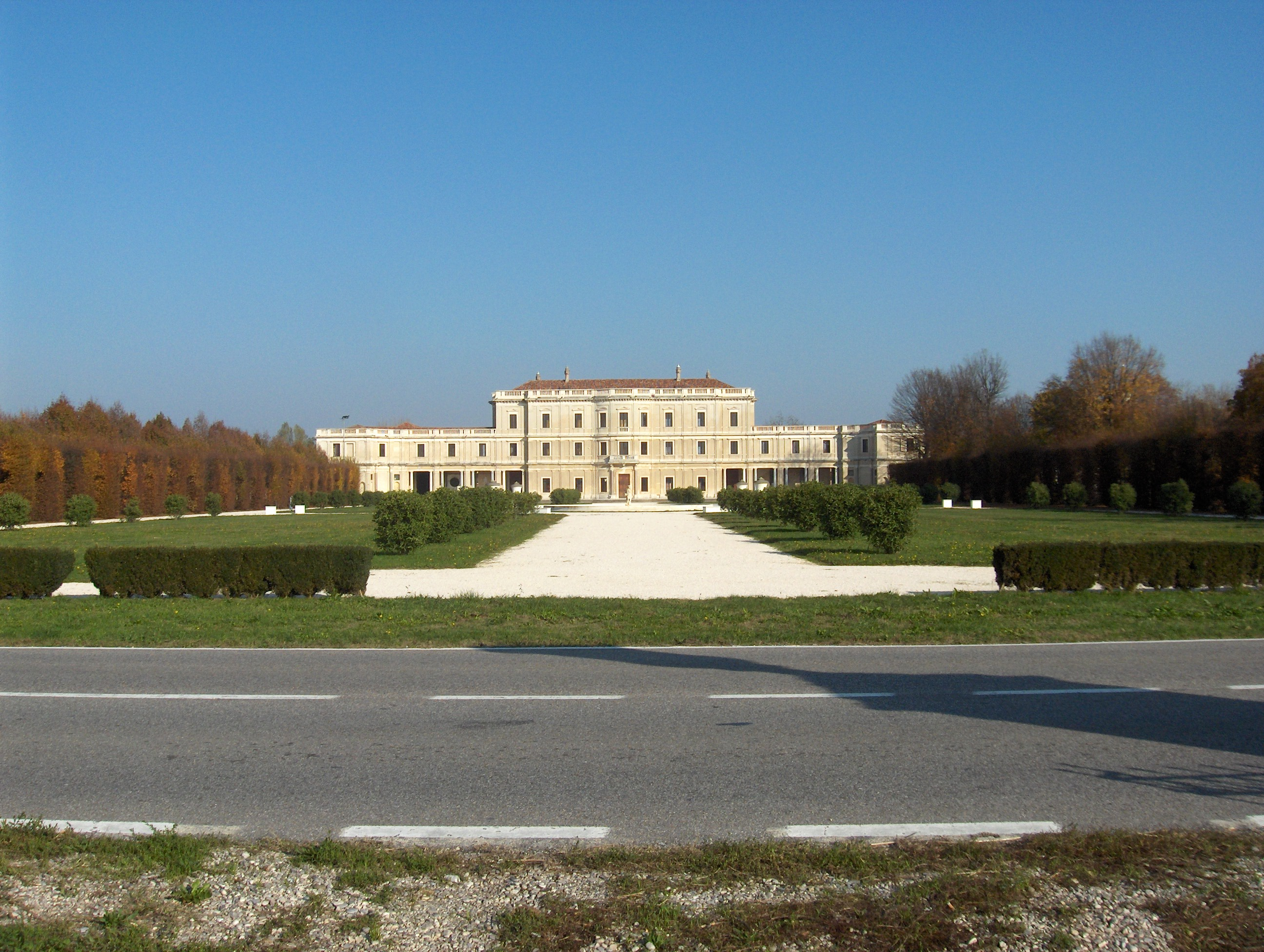
Вилла Фарсетти в Санта-Мария-ди-Сала. 1758—1762